# SIAM Journal on Discrete Mathematics
Le  SIAM Journal on Discrete Mathematics est une revue mathématique revue par les pairs trimestrielle éditée par la Society for Industrial and Applied Mathematics (SIAM). La revue contient des articles sur les mathématiques discrètes pures et appliquées. Le journal a été créé en 1988, avec le SIAM Journal on Matrix Analysis and Applications, pour prendre la suite du SIAM Journal on Algebraic and Discrete Methods. La revue est indexée par les Mathematical Reviews et Zentralblatt MATH. Le score Mathematical Reviews en 2009 était de 0,57. Selon le Journal Citation Reports, le journal a en 2016 un facteur d'impact de 0,755